# Hassi Mefsoukh
Hassi Mefsoukh è un comune dell'Algeria, situato nella provincia di Orano.